# Латынцев, Анатолий Филиппович
Анатолий Филиппович Латынцев (Латинцев; род. 1937) — советский футболист, полузащитник.
В 1957—1958 годах играл в чемпионате Латвийской ССР за «Динамо» Рига. Всю карьеру в командах мастеров провёл в команде «Даугава-РВЗ» / «Даугава-РЭЗ» Рига (1959—1963). В чемпионате СССР в 1960—1962 годах в 65 матчах забил пять мячей. В 1964—1965 годах играл в чемпионате Латвийской ССР за «Компрессор» Рига.
Играл в хоккей с шайбой за «Даугаву» (1955—1960).